# Jak powstrzymałem III wojnę światową, czyli nieznana historia Dezertera
Jak powstrzymałem III wojnę światową, czyli nieznana historia Dezertera – składanka niepublikowanych wcześniej utworów Dezertera z okresu działalności: 1981–1993. Są to nagrania z prób, koncertów w Polsce i za granicą oraz studia, m.in. cztery utwory ze wspólnej sesji z Katarzyną Nosowską.

## Utwory
| Nr  | Tytuł utworu                           | gościnnie          | Długość |
| --- | -------------------------------------- | ------------------ | ------- |
| 1.  | „Poroniona generacja” ()               |                    | 3:15    |
| 2.  | „System” ()                            |                    | 2:54    |
| 3.  | „Dla zysku” ()                         | Katarzyna Nosowska | 2:24    |
| 4.  | „XXI wiek” ()                          |                    | 1:54    |
| 5.  | „Rebeliant” ()                         |                    | 2:30    |
| 6.  | „Atomowa śmierć” ()                    |                    | 2:19    |
| 7.  | „Burdel” ()                            |                    | 1:15    |
| 8.  | „Chciałbym”                            |                    | 2:15    |
| 9.  | „Odnowa” ()                            |                    | 2:28    |
| 10. | „Śmierdząca rzeczywistość” ()          |                    | 2:35    |
| 11. | „Ku przyszłości” ()                    | Katarzyna Nosowska | 4:09    |
| 12. | „Elektryczne psy”                      |                    | 1:05    |
| 13. | „Niewolnik” ()                         | Katarzyna Nosowska | 2:16    |
| 14. | „Budujesz faszyzm przez nietolerancję” |                    | 3:48    |
| 15. | „Musisz być kimś” ()                   |                    | 2:10    |
| 16. | „Apokalipsa wg św. Mnie”               |                    | 3:06    |
| 17. | „Zatańcz” ()                           |                    | 3:08    |
| 18. | „Poligony” ()                          |                    | 2:36    |
| 19. | „Jugosławia” ()                        | Katarzyna Nosowska | 2:40    |
| 20. | „Czterdziestoletnia młodzież”          |                    | 3:36    |
| 21. | „Polen Uber Alles” ()                  |                    | 2:08    |
| 22. | „Tworzycie nowy system” ()             |                    | 4:08    |
|     |                                        |                    | 58:39   |

## Skład
- Robert Matera – śpiew, gitara
- Krzysztof Grabowski – perkusja
- Dariusz Hajn – śpiew
- Dariusz Stepnowski – gitara basowa
- Paweł Piotrowski – gitara basowa
- Rafał Kwaśniewski – gitara